# Studium Syndonologiczne
Studium Syndonologiczne – studium powołane przez papieża Jana Pawła II w 1981 roku w Krakowie, zajmujące się gromadzeniem materiałów dotyczących Całunu Turyńskiego i wykorzystywaniem ich do szerzenia wiedzy o nim.
Jego prezesem jest ksiądz profesor Jerzy Chmiel, biblista i egzegeta z Papieskiej Akademii Teologicznej. Członkami Studium są także Jerzy Dołęga-Chodasiewicz, leśnik ze Świętego Krzyża i Zenon Ziółkowski, autor publikacji poświęconych Całunowi.